# ایوو ایاکونی
ایوو ایاکونی (انگلیسی: Ivo Iaconi؛ زادهٔ ۱۱ مارس ۱۹۵۶) بازیکن فوتبال اهل ایتالیا است.
از باشگاه‌هایی که در آن بازی کرده‌است می‌توان به باشگاه فوتبال کارپی اشاره کرد.